# Scilla (botanica)
Scilla L., 1753 è un genere di piante della famiglia delle Asparagacee (sottofamiglia Scilloideae).

## Tassonomia
Comprende le seguenti specie:
- Scilla achtenii De Wild.
- Scilla africana Borzì & Mattei
- Scilla albanica Turrill
- Scilla albinerve Yildirim & Gemici
- Scilla alinihatiana Aslan & Yildirim
- Scilla amoena L.
- Scilla andria Speta
- Scilla antunesii Engl.
- Scilla arenaria Baker
- Scilla arsusiana Yildirim & Gemici
- Scilla begoniifolia A.Chev.
- Scilla benguellensis Baker
- Scilla berthelotii Webb & Berthel.
- Scilla bifolia L.
- Scilla bilgineri Yildirim
- Scilla bithynica Boiss.
- Scilla buekkensis Speta
- Scilla bussei Dammer
- Scilla chlorantha Baker
- Scilla ciliata Baker
- Scilla cilicica Siehe
- Scilla congesta Baker
- Scilla cretica (Boiss. & Heldr.) Speta
- Scilla cydonia Speta
- Scilla dimartinoi Brullo & Pavone
- Scilla dualaensis Poelln.
- Scilla engleri T.Durand & Schinz
- Scilla flaccidula Baker
- Scilla forbesii (Baker) Speta
- Scilla gabunensis Baker
- Scilla gracillima Engl.
- Scilla haemorrhoidalis Webb & Berthel.
- Scilla hildebrandtii Baker
- Scilla huanica Poelln.
- Scilla hyacinthoides L.
- Scilla ingridiae Speta
- Scilla jaegeri K.Krause
- Scilla katendensis De Wild.
- Scilla kladnii Schur
- Scilla kurdistanica Speta
- Scilla lakusicii Šilić
- Scilla latifolia Willd. ex Schult. & Schult.f.
- Scilla laxiflora Baker
- Scilla ledienii Engl.
- Scilla leepii Speta
- Scilla libanotica Speta
- Scilla lilio-hyacinthus L.
- Scilla litardierei Breistr.
- Scilla lochiae (Meikle) Speta
- Scilla longistylosa Speta
- Scilla luciliae (Boiss.) Speta
- Scilla lucis Speta
- Scilla madeirensis Menezes
- Scilla melaina Speta
- Scilla merinoi S.Ortiz, Rodr.Oubiña & Izco
- Scilla mesopotamica Speta
- Scilla messeniaca Boiss.
- Scilla mischtschenkoana Grossh.
- Scilla monanthos K.Koch
- Scilla monophyllos Link
- Scilla morrisii Meikle
- Scilla nana (Schult. & Schult.f.) Speta
- Scilla nivalis Boiss.
- Scilla oubangluensis Hua
- Scilla paui Lacaita
- Scilla peruviana L.
- Scilla petersii Engl.
- Scilla platyphylla Baker
- Scilla pleiophylla Speta
- Scilla pneumonanthe Speta
- Scilla reuteri Speta
- Scilla rosenii K.Koch
- Scilla sardensis (Whittall) Speta
- Scilla schweinfurthii Engl.
- Scilla siberica Haw.
- Scilla simiarum Baker
- Scilla sodalicia N.E.Br.
- Scilla subnivalis (Halácsy) Speta
- Scilla tayloriana Rendle
- Scilla textilis Rendle
- Scilla uyuiensis Rendle.
- Scilla vardaria Yildirim & Gemici
- Scilla verdickii De Wild.
- Scilla verna Huds.
- Scilla villosa Desf.
- Scilla vindobonensis Speta
- Scilla voethorum Speta
- Scilla welwitschii Poelln.
- Scilla werneri De Wild.